# Malmgrenia uschakovi
Malmgrenia uschakovi är en ringmaskart som beskrevs av Ozolinsh 1990. Malmgrenia uschakovi ingår i släktet Malmgrenia och familjen Polynoidae. Inga underarter finns listade i Catalogue of Life.